# Слава (Алтайский край)
Слава — село в Ключевском районе Алтайского края. Входит в состав Зелёнополянского сельсовета.

## Население
| 1997 | 1998 | 1999 | 2000 | 2001 | 2002 | 2003 |
| ---- | ---- | ---- | ---- | ---- | ---- | ---- |
| 103  | ↘97  | ↘95  | ↗97  | ↗99  | ↘94  | →94  |
| 2004 | 2005 | 2006 | 2007 | 2008 | 2009 | 2010 |
| ↘83  | ↘80  | →80  | ↘74  | ↘65  | ↘64  | ↘44  |
| 2011 | 2012 | 2013 |      |      |      |      |
| ↗45  | ↘43  | ↘42  |      |      |      |      |

## История
Основано в 1920 году. В 1928 г. коммуна Слава состояла из 1 хозяйства, основное население — русские. В составе Красноярского сельсовета Ключевского района Славгородского округа Сибирского края.